# Celler de la Societat de Barberà
El Celler de la Societat de Barberà és una obra del municipi de Barberà de la Conca (Conca de Barberà). És un celler destinat a l'elaboració de vi. No té estil arquitectònic. La seva composició és purament funcional: una planta organitzada en tres naus longitudinals, una per estibar, una sala de premses i moll de descàrrega i una altra amb cups per a fermentació. Totes estan cobertes amb encavallada de fusta i teulada a dues vessants. Si bé arquitectònicament l'edifici no és destacable, la seva distribució funcional fou seguida per arquitectes especialistes en cellers, com és el cas de P. Domènech i Roura i C. Martinell. Forma part de l'Inventari del Patrimoni Arquitectònic de Catalunya.

## Història

### Origen
El celler de la Societat de Barberà fou construït per la "Societat de Treballadors Agrícoles" de Barberà de la Conca entre 1899 i 1901, a uns 300 m de la sortida del poble, en direcció a Montblanc. Era conegut com a celler de la Societat Agrícola, per distingir-lo del celler del Sindicat Agrícola (Celler Cooperatiu de Barberà de la Conca), que va construir a la mateixa carretera a tocar del poble, Cèsar Martinell i Brunet, entre 1919 i 1921. Popularment, però, hom els anomenava Sindicat de Baix o Sindicat dels Pobres, al primer, i Sindicat de Dalt o Sindicat dels Rics, al segon.
L'objectiu era fer front de manera cooperativa la usura dels propietaris i a la crisi de la fil·loxera. Inicià un tipus de cooperació de base social humil (petits propietaris, parcers i jornalers) de caràcter democràtic (un home un vot): la "via revolucionària" al cooperativisme, en contraposició a la "via reformista" que engegaren poc temps després un grup de propietaris progressistes (Rendé, Talavera, Poblet) de la Conca.Fou el primer celler cooperatiu de Catalunya i de l'Estat Espanyol (fundat l'any 1894). El construïren els petits propietaris, els mitgers i els jornalers per elaborar el vi en comú i així defensar-se de la usura dels principals propietaris en els anys de la crisi de la fil·loxera. En els primers anys de vida de la "Societat Agrícola" (1894-1900), l'elaboració cooperativa de vi es feia en cups que l'entitat llogava. Però la fita cobejada era la construcció del celler, que no van poder afrontar, per raons òbvies, mentre construïen el local social (la Casa de la Societat (Barberà de la Conca)).
Ja el 1899 la "Societat" havia comprat els terrenys on pensava construir el celler. Es tractava d'un bocí de terra, de 3.626 m2, que se segregava d'una vinya vora la carretera de Montblanc que aleshores s'estava construint. El projecte del celler, com el de "la Casa", no era obra de cap arquitecte, però estava ben assessorat (i segurament dissenyat) per Joan Esplugas i Moncusí que tenia experiència en l'elaboració del vi i molta informació dels cellers francesos. Això es palesa en observar l'ordenació de la planta segons la clàssica divisió de funcions: sala de premses o de vinificació, naus d'estibatge i cups de fermentació. Joan Esplugas, que havia viatjat per França durant els anys de la febre d'or, es preocupà de conèixer com el país veí superava la fil·loxera i com eren els cellers cooperatius que construïen. De retorn al seu Barberà natal posà en pràctica aquells coneixements ajudant la Societat Agrícola que es fundava el 1894, just quan la fil·loxera començava a propagar-se per la Conca de Barberà.

### Construcció
Fou edificat en tres fases: 1901; 1912, amb la prolongació de la sala de màquines i casa del conserge; 1930, amb l'ampliació de Cèsar Martinell. Inicialment es construïren tres espais: una nau rectangular de 44 m per 12 a fi i efecte d'encabir-hi 22 tines d'avet; una altra, destinada a sala de premses i moll de descàrrega, adossada a la part oriental, de la mateixa amplada però amb la meitat de la llargada, amb tres portalades a l'exterior per on s'entrava la verema; i, finalment una altra nau, també petita, de 26 m per 10 amb els cups soterranis per a la fermentació. Aquestes naus es cobriren amb teulada a dues vessants, sobre encavallades de fusta, cabirons i canyissos. Com en la construcció de "la Casa", els socis van col·laborar amb peonades i aportació de materials (calç, arena, pedra, cabirons, canyes...). Els que gaudien de més possibilitats econòmiques els anys 1903 i 1904 van deixar diners sense percebre’n cap rèdit.
Pocs anys més tard, l'any 1911, inscrita ja la "Societat" al registre de sindicats agrícoles (Llei de Sindicats de 1906), van poder ampliar l'edifici i dotar-lo de màquines noves gràcies a un préstec del Banc d'Espanya avalat per tots els socis propietaris. Aleshores es prolongà, vers el N, la nau de la sala de premses fent-la igual en dimensions a la d'estibatge. En l'angle NE d'aquesta ampliació s'hi construí la casa del conserge i, a la resta, més estiba. A la sala de màquines s'instal·laren quatre premses contínues "Mercedes" amb elevadors de catúfols i dues premses hidràuliques.

### Ampliacions
Uns anys més tard, dues altres ampliacions deixaren el celler amb la fesomia actual. La primera tingué lloc l'any 1929 quan l'arquitecte Cèsar Martinell feu una nova nau d'estiba, amb 20 tines cilíndriques de formigó de ciment portland armat, a la banda sud de les naus bessones. La segona es produí en els anys trenta per canviar la situació de la sala de màquines, que fou desplaçada a fora vers llevant. En aquest moment s'afegí un moll de recepció elevat al qual s'accedia per una llarga rampa terraplenada construïda expressament.
Aquest celler, edificat, com s'ha dit, amb la força de treball dels socis, no té les pretensions arquitectòniques i estètiques dels cellers "dels rics" construïts per arquitectes com Cèsar Martinell o Pere Domènech i Roura. Totes les naus són senzills paral·lelepípeds de parets de maçoneria sense arrebossar. Només fou arrebossada la façana de la carretera perquè així ho exigia Obres Públiques. Els únics elements que tímidament trenquen la monotonia dels rústecs murs són les finestres amb muntants de maó vist. Però la seva funcionalitat devia resultar modèlica en el seu temps, ja que, entre la correspondència arxivada, relativa als primers anys, n'hi ha de diversos pobles d'arreu de Catalunya que s'hi interessen. Resulta significativa la carta que els envià, l'any 1916, el director de l'Escola Superior d'Agricultura de Barcelona de la Mancomunitat de Catalunya, Josep M. Valls, anunciant-los que el 5 d'octubre anirien a Barberà per filmar el celler en funcionament, i que les pel·lícules es projectarien per tot Catalunya. L'any 1915, el celler tenia una cabuda de 18.000 hl i la superfície edificada era de 1.728 m². S'havien d'espès 70.000 pessetes en la construcció de l'edifici i estiba, i 25.000 en la maquinària; aleshores l'entitat tenia 280 socis.
Els dos cellers cooperatius barberencs es fusionaren, l'any 1934, per la Llei de Bases de la Cooperació, promulgada per la Generalitat el 17 de febrer d'aquell any. Amb motiu d'aquesta fusió, la Societat Agrícola va haver d'assumir els deutes pendents de la construcció del celler del Sindicat Agrícola; la qual cosa volia dir que els pobres acabarien pagant el celler dels rics. D'aqueixa manera, els dos cellers funcionaren a ple rendiment fins als anys setanta del segle passat. En les darreres dècades, a causa de la despoblació del camp i de la crisi agraria, deixà d'utilitzar-se el celler de la Societat. Finalment, l'any 2006, arran d'un conveni hagut entre la Cooperativa de Barberà, l'Ajuntament i el Consell Comarcal, l'històric celler de la Societat Agrícola s'utilitza com a viver de celleristes de la Conca de Barberà.

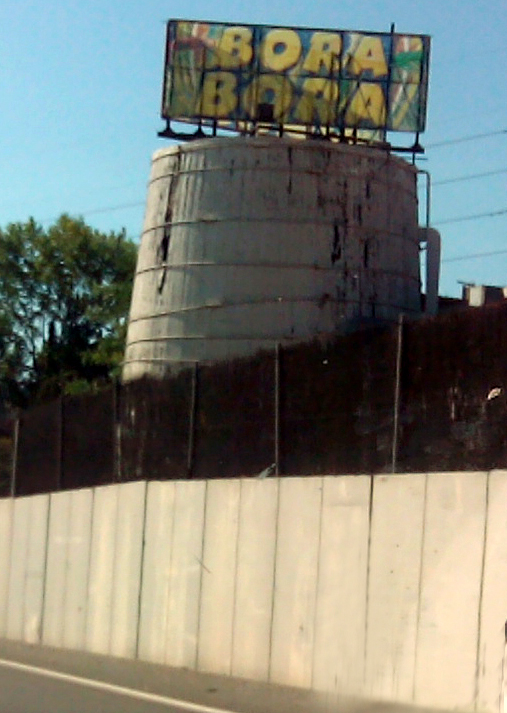
Tina del celler de la Societat de Barberà. Vers 1965 fou venuda a Esparreguera i utilitzada com a bar vora la carretera (2015).

Imatges del celler
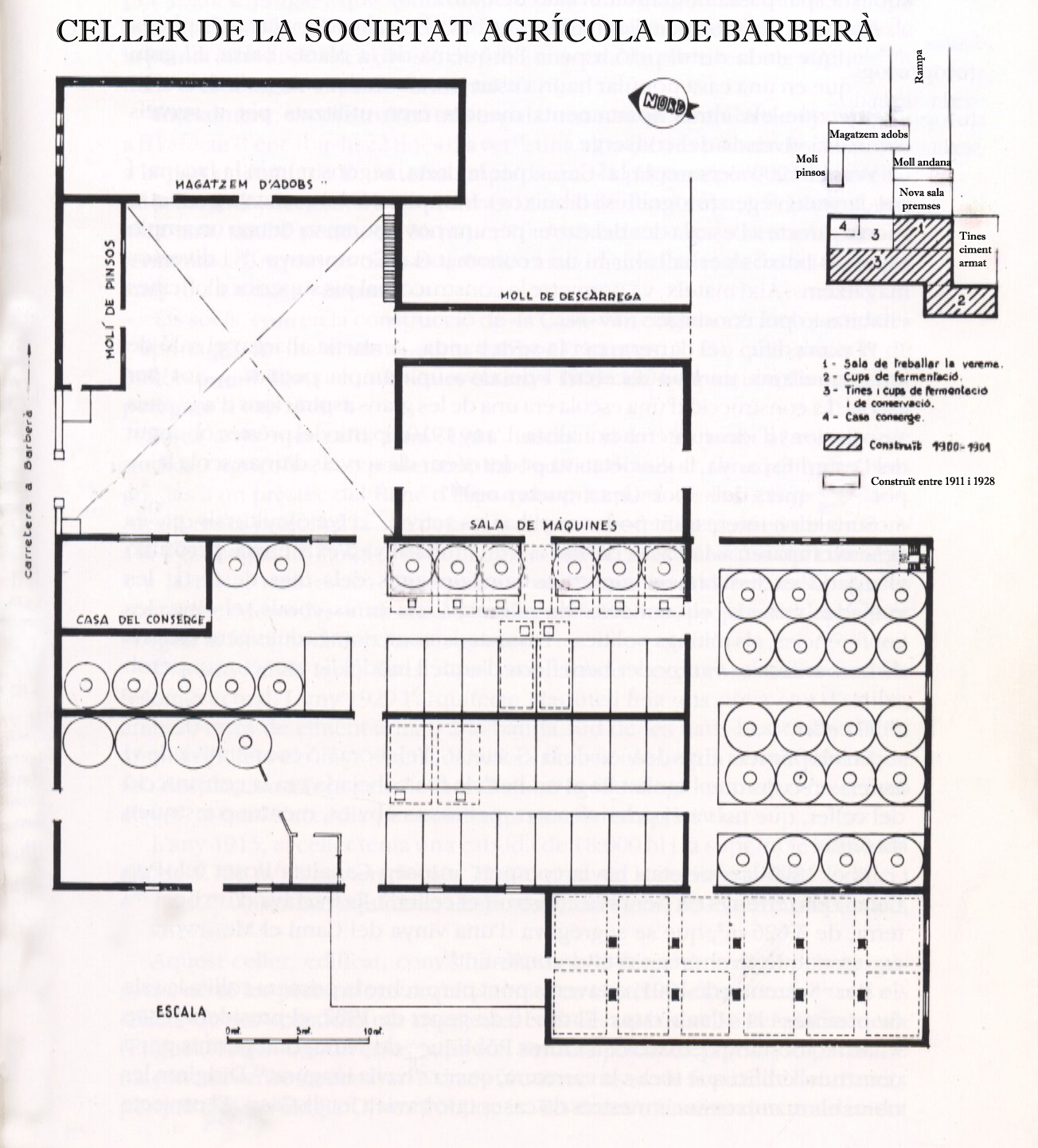
Planta del celler cooperatiu de la Societat Agrícola de Barberà de la Conca.
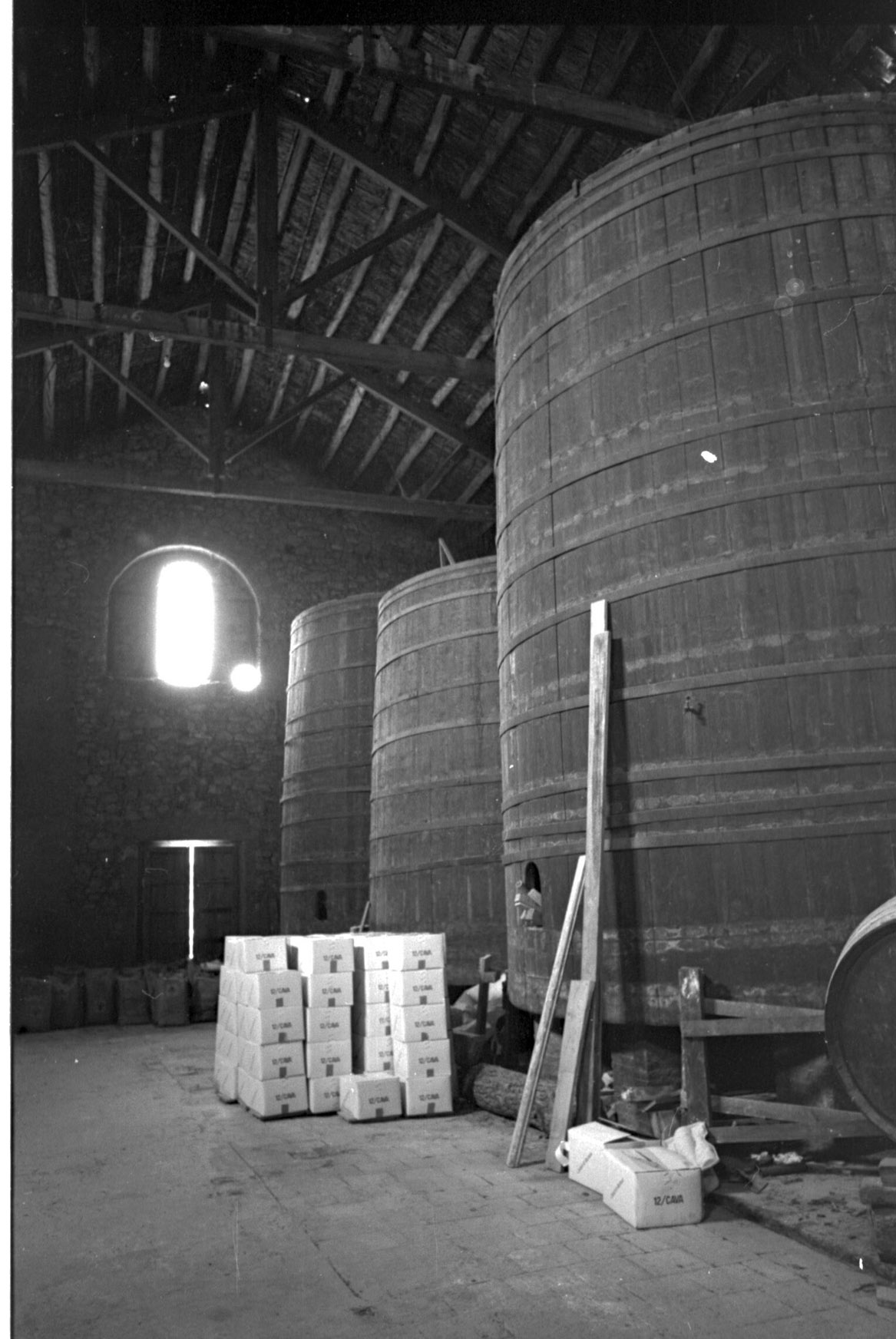
Celler de la Societat Agrícola de Barberà. Nau d'estibatge. L'any 1984 encara es conservaven algunes de les tines originals d'avet (1984).
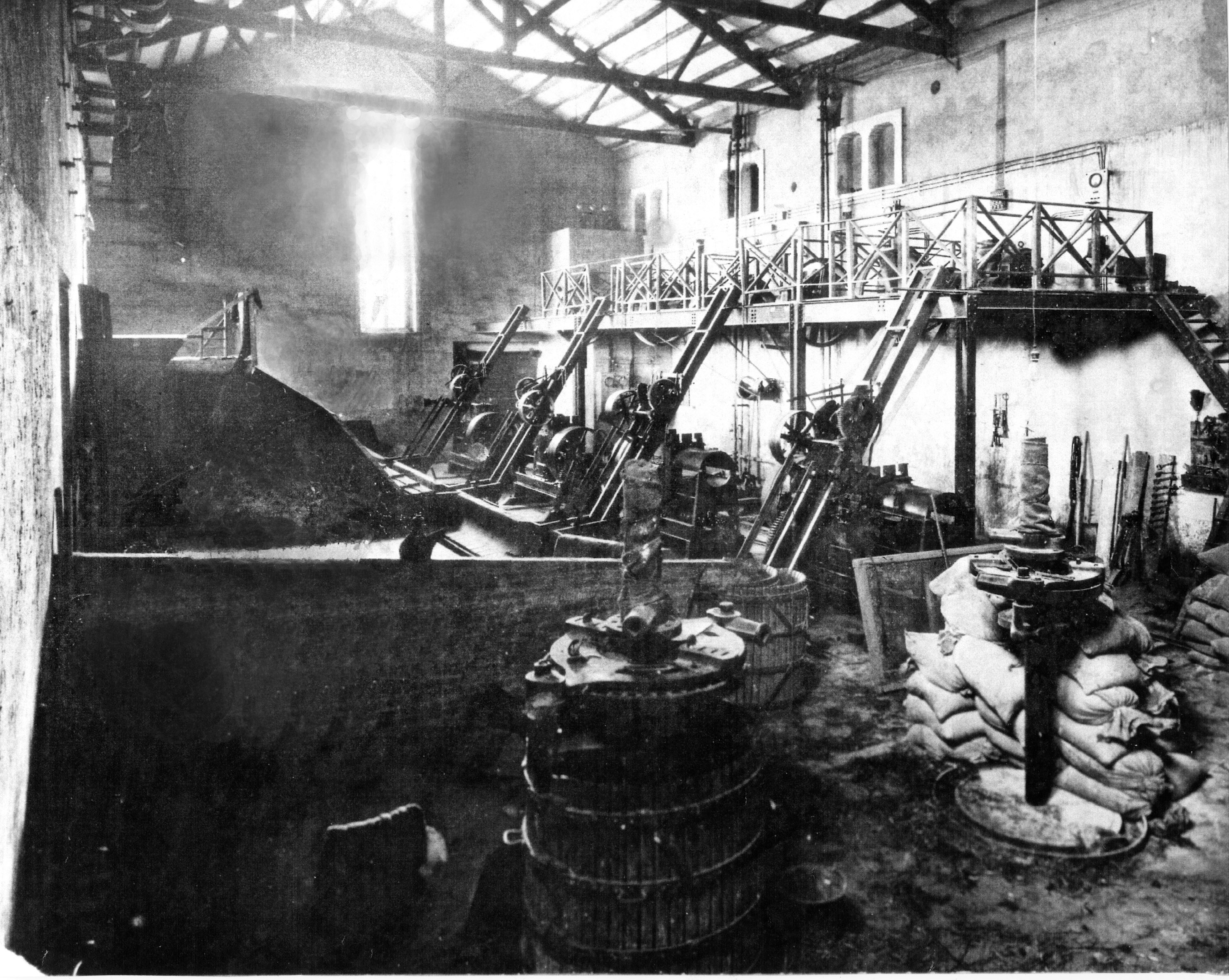
Celler de la Societat Agrícola de Barberà, sala de màquines vers l'any 1915, amb 4 premses "Mercedes" de catúfols.
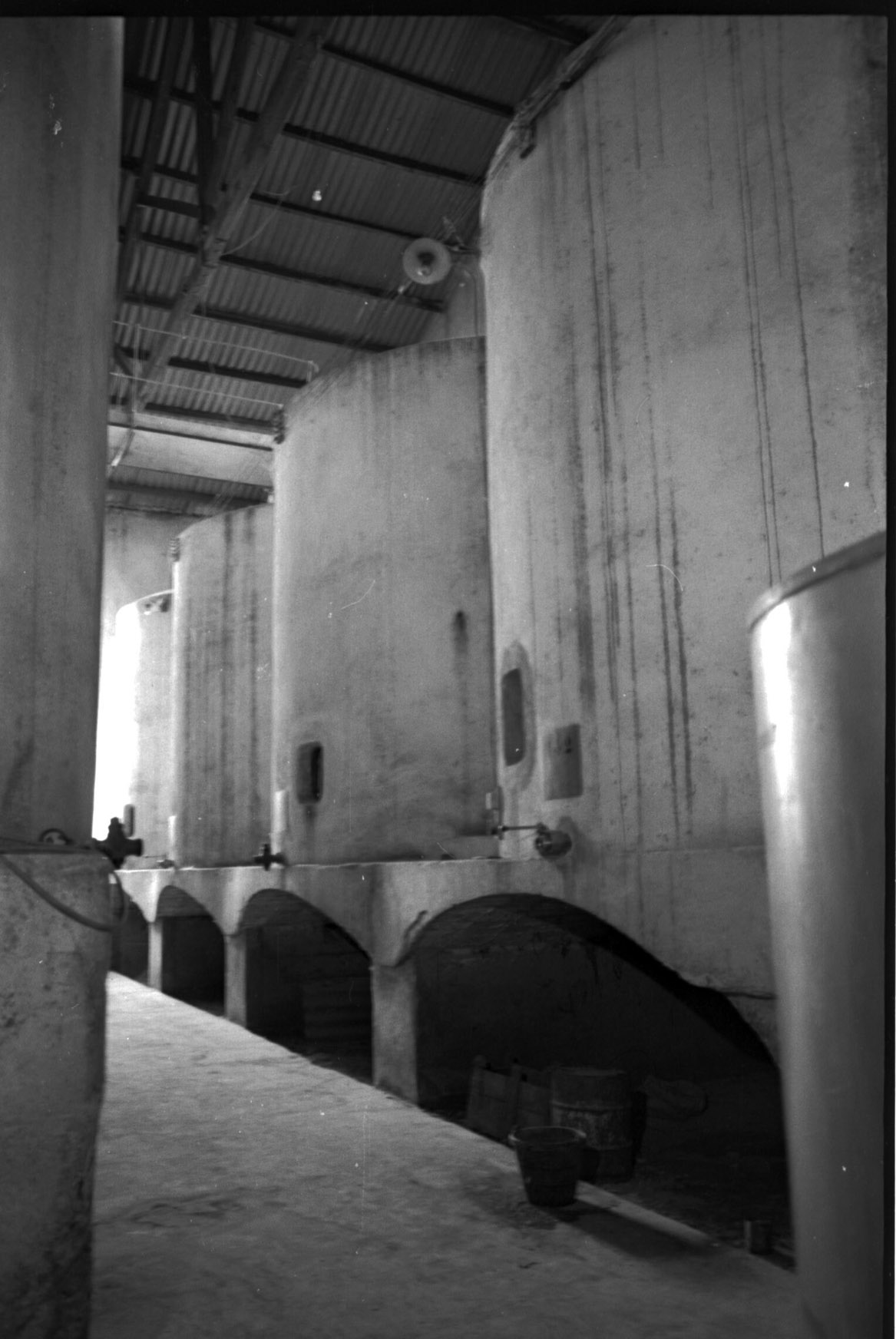
Celler de la Societat Agrícola de Barberà de la Conca. Nau d'estibatge amb tines de ciment armat (1984).
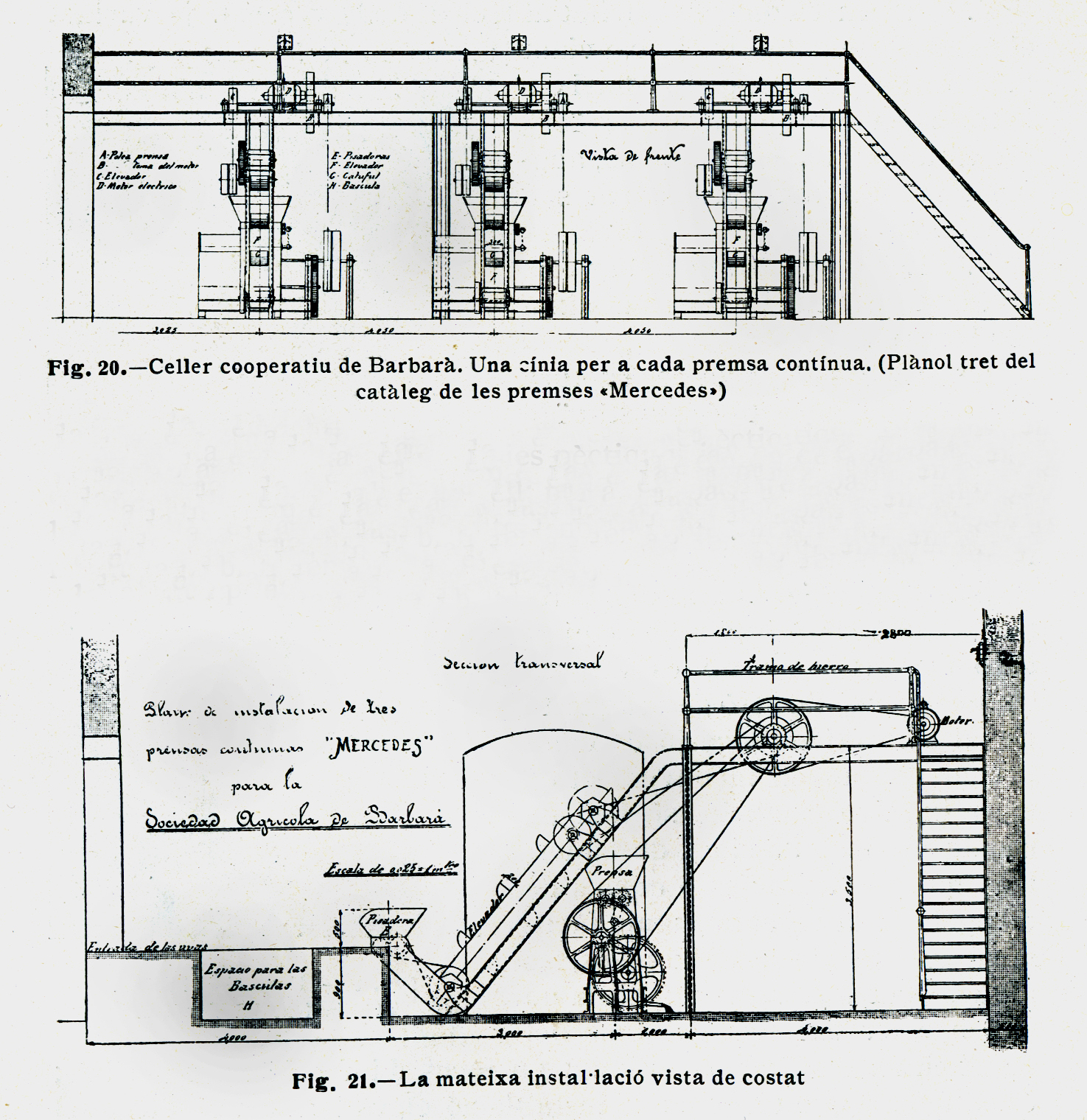
Celler de la Societat Agrícola de Barberà. La sala de vinificació amb les premses "Mercedes", segons il·lustració del llibre d'Isidre Camplloch, 1917.